# Prosimulium rhizophorum
Prosimulium rhizophorum är en tvåvingeart som beskrevs av Stone och Jamnback 1955. Prosimulium rhizophorum ingår i släktet Prosimulium och familjen knott. Inga underarter finns listade i Catalogue of Life.